# Маркушица
Маркушица је насељено место и седиште истоимене општине у Вуковарско-сремској жупанији, Република Хрватска.

## Географија
Налази се уз реку Вуку.

## Насељена места
- Габош, Караџићево, Маркушица, Острово, Подриње.

## Историја
Маркушица је 1885. године била у саставу Даљског изборног среза, са 841 душом.

## Црква
Црква Силаска Светога Духа у Маркушици подигнута је 1810. године, а обновљена 1989. године. Иконостас је сликао Јован Исаиловић Старији 1775–1777. године. У Другом светском рату црква је преуређена у римокатоличку. У акцији хрватске војске 1991. и 1992. године црква је знатно оштећена и погођена гранатима.

## Образовање

### ОШ „Илија Петковић Леки“
Основна школа у Маркушици је основана 1809. године, а почела је с радом 1810. године. При оснивању школа је имала једно одељење с четири разреда и шездесетак ученика, а звала се „Пучка школа“. Као први учитељ школе спомиње се учитељ Нешић. Године 1844. месни учитељ Младен Бошњаковић је уплатио 15 ф. као прилог за Школски фонд.
После Другог светског рата, 1945. године, школа је почела с радом, а настава се изводила у згради бившег дома СПД „Обилић“ и у згради која је била власништво породице Витман, у центру села.
1958. године школа у Маркушици постаје осмогодишња, централна школа са подручним одељењима Антин, Габош и Караџићево.
Касније, 1959. године Антин, Габош, Тординци. 1963. године школа добија назив ОШ „Георгије Јакшић“ Маркушица. 1986. године саграђена је и отворена нова школска зграда, у улици Саве Поповића 15 с предности што се налази на великом простору, удаљеном од насеља и густог саобраћаја. У саставу школе су била подручна одељења Антин и Габош.
Деведесетих година школа је претрпела велика оштећења. Данас школа у Маркушици ради као централна основна школа са подручним одељењима у Габошу и Острову и зове се ОШ „Маркушица“. Основна школа „Маркушица“ броји двестотињак ученика из Маркушице и околних насеља: Подриња, Габоша, Острова, Караџићева, Млаке и Аде. Ова села су углавном повезана цестом која спаја два града, Осијек и Винковце, па ученици без већих потешкоћа долазе у школу. У школи ради велики број учитеља с високом стручном спремом који се труде кроз редовну, додатну и допунску наставу и слободне активности својим ученицима пренети знања, вештине и оспособити их за будуће школовање.

## Споменици и знаменитости
- Споменик палим борцима из НОБ-а
- На месном гробљу споменик руској жени-пилоту Евгенију Черњишевој

## Становништво

### Попис 1991.
На попису становништва 1991. године, насељено место Маркушица је имало 1.371 становника, следећег националног састава:
| Попис 1991.‍   | Попис 1991.‍  | Попис 1991.‍ | Попис 1991.‍ | Попис 1991.‍ |
| ------------- | ------------ | ----------- | ----------- | ----------- |
|               |              |             |             |             |
| Срби          | Срби         |             | 1.260       | 91,90%      |
| Хрвати        | Хрвати       |             | 60          | 4,37%       |
| Југословени   | Југословени  |             | 19          | 1,38%       |
| Мађари        | Мађари       |             | 10          | 0,72%       |
| Муслимани     | Муслимани    |             | 4           | 0,29%       |
| Словенци      | Словенци     |             | 2           | 0,14%       |
| Црногорци     | Црногорци    |             | 2           | 0,14%       |
| Словаци       | Словаци      |             | 1           | 0,07%       |
| неопредељени  | неопредељени |             | 9           | 0,65%       |
| непознато     | непознато    |             | 4           | 0,29%       |
| укупно: 1.371 |              |             |             |             |

### Попис 2011.
На попису становништва 2011. године, општина Маркушица је имала 2555 становника, од чега у самој Маркушици 1009.
| Попис 2011.‍   | Попис 2011.‍ | Попис 2011.‍ | Попис 2011.‍ | Попис 2011.‍ |
| ------------- | ----------- | ----------- | ----------- | ----------- |
|               |             |             |             |             |
| Срби          | Срби        |             | 2.302       | 90,10%      |
| Хрвати        | Хрвати      |             | 209         | 8,18%       |
| остали        | остали      |             | 44          | 1,72%       |
| укупно: 2.555 |             |             |             |             |

## Познате личности
- Душан Вујновић, глумац